# Chrīstos Dōnīs
Chrīstos Dōnīs (in greco: Χρήστος Δώνης; Atene, 9 ottobre 1994) è un calciatore greco, centrocampista del Radomiak Radom.

## Biografia
Figlio di Giōrgos, ex calciatore ed ora allenatore, e fratello maggiore di Anastasios, anch'egli calciatore.

## Carriera

### Club
Muove i suoi primi passi nel settore giovanile del Panathinaikos. Esordisce tra i professionisti il 29 novembre 2012, subentrando a 10 minuti dal termine della partita tra Panathinaikos-Proodeftiki (4-0 il finale), incontro valido per il terzo turno di Coppa di Grecia. Il 26 aprile 2014 si aggiudica la Coppa di Grecia.
Il 15 febbraio 2016 passa in prestito con diritto di riscatto al Lugano.
Il 16 settembre 2020 viene acquistato dall'Ascoli. Il 21 gennaio 2021, poco impiegato con il club marchigiano, si trasferisce a titolo temporaneo al VVV-Venlo, dove il 1º febbraio 2021 viene raggiunto dal fratello Anastasios Dōnīs, che si trasferisce a titolo temporaneo dallo Stade Reims.
A fine prestito fa ritorno nelle Marche dove non trova mai spazio, ragion per cui il 12 febbraio 2022 ha rescisso il proprio contratto con i bianconeri.

### Nazionale
Conta alcune apparizioni con le selezioni giovanili elleniche.

## Statistiche

### Presenze e reti nei club
Statistiche aggiornate al 25 gennaio 2023.
| Stagione             | Squadra              | Campionato           | Campionato | Campionato | Coppe nazionali | Coppe nazionali | Coppe nazionali | Coppe continentali | Coppe continentali | Coppe continentali | Altre coppe | Altre coppe | Altre coppe | Totale | Totale |
| Stagione             | Squadra              | Comp                 | Pres       | Reti       | Comp            | Pres            | Reti            | Comp               | Pres               | Reti               | Comp        | Pres        | Reti        | Pres   | Reti   |
| -------------------- | -------------------- | -------------------- | ---------- | ---------- | --------------- | --------------- | --------------- | ------------------ | ------------------ | ------------------ | ----------- | ----------- | ----------- | ------ | ------ |
| 2012-2013            | Panathīnaïkos        | SL                   | 0          | 0          | CG              | 2               | 0               | UCL+UEL            | 0                  | 0                  | -           | -           | -           | 2      | 0      |
| 2013-2014            | Panathīnaïkos        | SL                   | 11+2       | 1          | CG              | 5               | 1               | -                  | -                  | -                  | -           | -           | -           | 18     | 2      |
| 2014-2015            | Panathīnaïkos        | SL                   | 18+3       | 0          | CG              | 5               | 0               | UCL+UEL            | 0+7                | 0                  | -           | -           | -           | 33     | 0      |
| 2015-feb. 2016       | Panathīnaïkos        | SL                   | 0          | 0          | CG              | 0               | 0               | UCL+UEL            | 0                  | 0                  | -           | -           | -           | 0      | 0      |
| feb.-giu. 2016       | Lugano               | SL                   | 1          | 0          | CS              | 0               | 0               | -                  | -                  | -                  | -           | -           | -           | 1      | 0      |
| 2016-gen. 2017       | PAS Giannina         | SL                   | 3          | 0          | CG              | 3               | 1               | UEL                | 4                  | 0                  | -           | -           | -           | 10     | 1      |
| gen.-giu. 2017       | Īraklīs              | SL                   | 15         | 4          | CG              | -               | -               | -                  | -                  | -                  | -           | -           | -           | 15     | 4      |
| 2017-2018            | Panathīnaïkos        | SL                   | 19         | 1          | CG              | 4               | 0               | UEL                | 3                  | 0                  | -           | -           | -           | 26     | 1      |
| 2018-2019            | Panathīnaïkos        | SL                   | 25         | 1          | CG              | 2               | 0               | -                  | -                  | -                  | -           | -           | -           | 27     | 1      |
| 2019-2020            | Panathīnaïkos        | SL                   | 26         | 1          | CG              | 5               | 1               | -                  | -                  | -                  | -           | -           | -           | 31     | 2      |
| Totale Panathinaikos | Totale Panathinaikos | Totale Panathinaikos | 99+5       | 4          |                 | 23              | 2               |                    | 10                 | 0                  |             | -           | -           | 137    | 6      |
| 2020-gen. 2021       | Ascoli               | B                    | 5          | 0          | CI              | 1               | 0               | -                  | -                  | -                  | -           | -           | -           | 6      | 0      |
| gen.-giu. 2021       | VVV-Venlo            | E                    | 9          | 1          | CO              | 2               | 0               | -                  | -                  | -                  | -           | -           | -           | 11     | 1      |
| 2021-feb. 2022       | Ascoli               | B                    | 0          | 0          | CI              | 0               | 0               | -                  | -                  | -                  | -           | -           | -           | 0      | 0      |
| Totale Ascoli        | Totale Ascoli        | Totale Ascoli        | 5          | 0          |                 | 1               | 0               |                    | -                  | -                  |             | -           | -           | 6      | 0      |
| gen.-giu. 2023       | Radomiak Radom       | EK                   | 0          | 0          | CP              | 0               | 0               | -                  | -                  | -                  | -           | -           | -           | 0      | 0      |
| Totale carriera      | Totale carriera      | Totale carriera      | 132+5      | 9          |                 | 29              | 3               |                    | 14                 | 0                  |             | -           | -           | 180    | 12     |

## Palmarès

### Club

#### Competizioni nazionali
- Coppa di Grecia: 1

Panathinaikos: 2013-2014